# Правительство Мендес-Франса
Правительство Менде́с-Фра́нса — кабинет министров, управлявший Францией с 18 июня 1954 года по 5 февраля 1955 года, в период Четвёртой французской республики, в следующем составе:
- Пьер Мендес-Франс — председатель Совета министров и министр иностранных дел;
- Мари-Пьер Кёниг — министр национальной обороны и вооруженных сил;
- Франсуа Миттерран — министр внутренних дел;
- Эдгар Фор — министр финансов, экономики и планирования;
- Морис Буржес-Монури — министр торговли и промышленности;
- Роже Уде — министр сельского хозяйства;
- Эжен Клод-Пти — министр труда и социального обеспечения;
- Эмиль Юг — министр юстиции;
- Жан Бертуэн — министр национального образования;
- Эмманюэль Темпль — министр по делам ветеранов и жертв войны;
- Робер Бурон — министр заморских территорий;
- Жак Шабан-Дельмас — министр общественных работ, транспорта и туризма;
- Луи Ожула — министр здравоохранения и народонаселения;
- Морис Лемэр — министр восстановления и жилищного строительства;
- Кристиан Фуше — министр марокканских и тунисских дел;
- Ги Ла Шамбре — министр отношений с государствами-партнерами.

Изменения
- 14 августа 1954
  - Эмманюэль Темпль наследует Кёнигу как министр национальной обороны и вооруженных сил.
  - Морис Буржес-Монури наследует Шабану-Дельмасу как и. о. министра общественных работ, транспорта и туризма.
  - Эжен Клод-Пти наследует Лемэру как и. о. министра восстановления и жилищного строительства.

- 3 сентября 1954
  - Жан Массон наследует Темплю как министр по делам ветеранов и жертв войны.
  - Жан-Мишель Гюрен де Бомон наследует Югу как министр юстиции.
  - Анри Ульве наследует Буржесу-Монури как министр торговли и промышленности.
  - Жак Шабан-Дельмас наследует Буржесу-Монури как министр общественных работ, транспорта и туризма и Клод-Пти как министр восстановления и жилищного строительства.
  - Луи Ожула наследует Клод-Пти как министр труда и социального обеспечения.
  - Андре Монтей наследует Ожула как министр здравоохранения и народонаселения.

- 12 ноября 1954
  - Морис Лемэр наследует Шабану-Дельмасу как министр восстановления и жилищного строительства.
  - Эдгар Фор — министр иностранных дел;
  - Жак Шевалье — министр национальной обороны;
  - Морис Буржес-Монури — министр вооруженных сил;
  - Робер Бурон — министр финансов, экономики и планирования;
  - Эмманюэль Темпль — министр юстиции;
  - Жан-Жак Жюгла — министр заморских территорий.

Нововведения
- 20 января 1955 год — Раймон Шмиттлен, министр торгового флота.